# リブート (アニメ)
『リブート』（ReBoot）はカナダのコンピュータアニメ。ジャンルはアクション・アドベンチャー。カナダ本国では1994年から2001年まで放送された。
制作はバンクーバーを拠点にしたメインフレーム・エンタテインメント（現・メインフレーム・スタジオ）と、ギャビン・ブレア、イアン・ピアソン、フィル・ミッチェルとジョン・グレース。視覚デザインは イアン・ギブソンが担当していたが、すぐにブレンダン・マッカーシーに変わった。日本では1994年にフジテレビで放送された後、カートゥーン ネットワークで新たに吹き替え版を制作して放送された。クリフハンガーが終わったショーにもかかわらず、「REBOOTガーディアンコード」と呼ばれるリバイバルシリーズがネットフリックスである。

## 登場人物
- 声優は原語版/フジテレビ版、カートゥーン ネットワーク、ネットフリックス版の順

### ボブ関連
ボブ
声 - マイケル・ベンイアー→イアン・ジェームズ・コーレット/松本保典/石田彰
本作の初代主人公。スーパーコンピューターからメインフレームにやって来たガーディアン#452。割と冒険心旺盛な性格。後にメガバイトの罠によりメインフレームを追放される。
過酷なWeb（別名「インターフェイス」の下）で生活し、部分的に劣化した後は以前よりも少し慎重な性格になった。正反対な性格の持ち主であるドットとは反発し合いながらも次第に惹かれあい、シーズン3終盤では正式に交際することになる。
暴力を嫌い、対話による問題の解決を望んでいる。
ドット・マトリックス
声 - キャサリン・バー/佐々木優子/安藤麻吹/小島幸子
メインフレームのCOMMAND.COMで、ダイナーを運営している。他にも様々なビジネスを手掛けており、成功を収めている。理知的でしっかり者の女性だが、口うるさい面も目立つ。ボブとは時に衝突しながらも名コンビぶりを発揮する。
エンゾ
声 - ジェシー・モス→マシュー・シンクレア→クリストファー・グレイ→ジャコモ・ベサー→ポール・ドブソン/高乃麗/戸田亜紀子
ドットの弟。ボブに憧れており、将来はボブのようになるのが夢。よくゲームの中に入りたがっており、ボブやドットを悩ませている。後にボブに認められてガーディアン見習いとなり、ボブがメインフレームを追放されて以降は成長した彼が2代目主人公となる。
フリスケット
エンゾと仲が良い犬形スプライトで、飼われてはおらず野良。いざという時は活躍する。
フォン
声 - マイケル・ドノヴァン/辻村真人/清水敏孝
メインフレームのシステム管理者を務める老人。普段はプリンシプルオフィスで務めている。高齢に違わぬ豊富な知識を持ち、スプライトたちからアドバイスを求められることがしばしば。その一方、どこかコミカルな一面を見せる。
アンドレア
声 - アンドレア・リブマン→シャーリー・ミルナー
エンゾが海底ゲームの中で出会った人工知能型ゲームスプライトの少女。自身のデータをエンゾに託し、ゲームの外に出てメインフレームの住人となる。エンゾと共にゲームの中で戦うことも。ボブがメインフレームを追放されて以降は成長した姿を見せている。
マウス
声 - ルイーズ・ヴァランス/岡本嘉子/斎藤恵理
ネットの世界からやって来たフリーランスの女性ハッカーで、ボブの旧友。日本刀のような武器を使用し、ハッキングやデータ改造を得意とする。当初はメガバイトに雇われていたが、再登場後はメインフレームの住人となった。当初ドットとは険悪だったが、途中で友情が芽生える。
マイク・ザ・TV
声 - マイケル・ドノヴァン/大森章督/中村俊洋
テレビのような姿のアナウンサーで、モニターに様々な番組を映し出すことが可能。いつもスクープを求めて駆け回っており、何かに出くわすと実況中継を開始する。おしゃべりで騒々しい性格から、ボブやエンゾからは相当うっとうしがられている。
サイラス
声 - ゲイリー・チョーク/村松康雄
セシル
声 - マイケル・ドノヴァン/長島雄一
ドットの店のウェイターで、小さなテレビのような姿をしている。紳士的な口調で喋り、力仕事や雑用を嫌う。
アル
声 - マイケル・ドノヴァン
料理店の主人。常に厨房におり姿を見せない。いつも「何だ～!?」しか言わない。
アルの店のウェイター
声 - ゲイリー・チョーク
その名の通りアルの店のウェイター。姿を見せないアルに代わって接客などを担当する。やる気がなさそうな印象で、時々アルに意見を求めることも。アルの言いたいことは大体分かるらしい。
ピアソン/タロン
声 - ロン・ジョン・バルドリー/峰恵研
ゴミ捨て場で働いているバイノームの老人で、かなり気難しい性格。元はコードマスターのタロン。
オースティン／ベクター
声 - 小野賢章
色が赤で、アダム・カター/ソーサラーの息子であるチームのリーダー。
タムラ／エニグマ
声 - 飯田里穂
色が黄色のチームの忍者のような敏捷性。
トレイ／ディフラグ
声 - 立花慎之介
実世界のアスリートであり、サイバースペースの強大な男であるチームの筋肉、彼の色は青です。
パーカー／グーグス
声 - 古川慎
チームの頭脳とインターネットのハッカー、彼の色は緑です。
ヴィーラ
声 - 真坂美帆
最初のエピソードで人体とガーディアンのリーダーに与えられた人工知能。
ソーサラー
声 - 家中宏
ダークコードに感染し、世界を暗黒時代に戻そうとする邪悪なハッカーであるソーサラーに変身した。彼はメガバイトのマスターです。

### メガバイト関連
メガバイト
声 - トニー・ジェイ/大塚芳忠/中庸助/稲田徹
コンピュータウイルス。この番組の登場人物の大きな敵で"オルダー・ウイルス"とされている。力と権力を求めており、メインフレームの征服とスーパーコンピューターへの道を見つけることが目的。システムを汚染し、乗っ取る能力を持つ。かなりの切れ者で、様々な作戦を立てて目的を実行するが、毎回ボブたちに邪魔されている。その一方、エンゾの誕生パーティーに巨大な自身の愛車で乱入し、ボブとギターの演奏で対決した後、自身のギターをエンゾにプレゼントするといったお茶目な一面も見せる。
ヘキサデシマル
声 - シャーリー・ミルナー/横尾まり
メガバイトの双子の妹。ロストアングルスに巣食っており、兄とは対極的に"カオス・ウイルス"とされている。権力には興味がなく、周囲に混乱を撒き散らすことを最高の喜びとする。そのため、メガバイトたちをも巻き込んで騒動を起こすことも。ヌルを操る能力を持つ。ボブに興味を持っている節がある。
ハック
声 - フィル・ヘイズ→スコット・マクニール/小形満/阪口周平
メガバイトの部下。体色が赤く声が高い。いつもスラッシュと行動している。戦闘力は高いが頭はさほど良くなく、スラッシュと共にメガバイトの作戦を台無しにしてしまうこともしばしば。しかし、スラッシュ共々メガバイトのことは信頼している節があり、スラッシュとも仲がいい。
スラッシュ
声 - ゲイリー・チョーク/星野充昭/小野塚貴志
メガバイトの部下。体色が青く声が低い。いつもハックと行動している。戦闘力と性格はほぼハックと同じ。
ニブルス
メガバイトのペットであるヌル。ハックとスラッシュが世話を任されている。メガバイトには一度「親父殿」と言われたことがあるが、その真相は不明。
スカジー
ヘキサデシマルのペットであるヌル。獣のような動きをし、人語は喋らない。自身が見た画像を頭上に映し出すことができる。

## 用語
メインフレーム
本作の舞台となる円形の都市。とあるコンピューターの中に存在し、六つのセクター（地域）に分けられている。
コードマスター
ヌル
ナメクジのような生物。エネルギーを主食とするこの存在は、ユーザーとのゲームに負けたスプライトのなれの果てである。
ゲーム
このコンピュータのユーザーがダウンロードして遊ぶもの。このゲームがダウンロードされる際、空から降ってくる演出がとられる。その場にいたスプライトはゲームに取り込まれ、ユーザーに負けるとヌルとなり、落ちた地点はオフライン（廃墟）と化する。それを防ぐために、スプライトたちはガーディアンを結成している。
スプライト
ゲームやコンピュータの中に住まう人間のような存在。
データスプライト
スプライトの中でも、人間のような姿をした者で、バイノーム以上に複雑な動作が可能となっている。ドットの父の実験によって個体の大半が死滅した。
バイノーム(Binome)
コンピュータの中の1と0を擬人化した、ロボットのような姿をしている存在で、メインフレームの住民の大半を占めている。個体の中には一つ目の者や、白目の色が白以外の者もいる。
ガーディアン
ゲームやウイルスから守るために結成されたスプライトによる組織で、ユーザーの視点から見れば、ワクチンソフトにあたる。
ユーザー
コンピュータの外にいる存在。
リブート
ゲームの中で再起動すること。コンピュータやスプライトがつけているアイコンを2回たたいてリブートと叫ぶと、ゲームの中のキャラクターに変身できる。ただし、スプライトたちの中にはリブートできないものもいる。

## サブタイトル
順番は日本での放送順に準ずる

## 第1期
| 話数  | 英題                                          | 邦題                           | 放送日 (カナダ) | 放送日 (日本)  |
| ----- | --------------------------------------------- | ------------------------------ | --------------- | -------------- |
| 1     | The Tearing                                   | スーパーコンピューターの入り口 | 1994年9月10日   | 1996年11月21日 |
| 2     | Racing the Clock                              | 時間とのレース                 | 1994年9月17日   | 1996年11月28日 |
| 3     | The Quick and the Fed                         | ドットを救え！                 | 1994年9月24日   | 1996年12月5日  |
| 3     | The Medusa Bug                                | メデューサ・ウィルス           | 1994年10月8日   | 1996年12月12日 |
| 4     | The Tiff                                      | 二人のいさかい                 | 1994年11月26日  | 1996年12月19日 |
| 5     | in the Belly of the Beast                     | フリスケット大暴れ             | 1994年12月3日   | 1996年12月26日 |
| 7     | The Crimson Binome                            | 真紅の船長バイノーム           | 1994年12月10日  | 1997年1月2日   |
| 8     | Enzo the Smart                                | エンゾは天才                   | 1994年12月17日  | 1997年1月9日   |
| 9     | Wizards,Warriors and a word from our Sponsers | マイクは仲間                   | 1994年12月24日  | 1997年1月16日  |
| 10    | The Great Brain Robbery                       | 乗っ取られた脳                 | 1994年12月31日  | 1997年1月23日  |
| 11    | Talent Night                                  | エンゾの誕生日                 | 1995年1月7日    | 1997年1月30日  |
| 12-13 | Identify Crisis 'Part 1'                      | ドットの反乱軍パート1          | 1995年1月14日   | 1997年2月5日   |
| 13    | Identify Crisis 'Part 2'                      | ドットの反乱軍パート2          | 1995年1月21日   | 1997年2月5日   |

## 第2期
1. メガバイトの野望	(Infected)
2. それぞれの掟	(High Code)
3. 混ざりあうゲーム	(When Games Collide)
4. エネルギー奪還作戦	(Bad Bob)
5. 芸術家ヘキサデシマル	(Painted Windows)
6. アンドレア	(AndrAIa)
7. ヌルジラ現る	(Nullzilla)
8. ギガバイト	(Gigabyte)
9. 誰も信じるな	(Trust No One)
10. ウェブとの戦い (Web World Wars)

## 第3期
1. ガーディアンへの道 (Mend and Defend)
2. がんばれエンゾ (Between a Racoon and a Hard Place)
3. ファイヤーウォール (Firewall)

### REBOOTガーディアン・コード
- 1. 起動
- 2. よみがえる敵
- 3. 要さい支配
- 4. ネコこうげき
- 5. 新発見
- 6. 感情のコントロール
- 7. 試合の日
- 8. 人工知能（AI）
- 9. データ操作のあらし
- 10. メインフレームでの戦い
- 11. ハッキング
- 12. ゾンビアーミー
- 13. ハチの巣をつつけ
- 14. シェア厳禁
- 15. かく戦争を止めろ
- 16. もうひとりのエニグマ
- 17. 急速感染メガバイト
- 18. 大だっそう
- 19. 個人情報せっとう団
- 20. ブラックホール

## 受賞歴
このアニメは1995年から1997年の間にジェミニ賞 Best Animated Program Seriesを受賞。ジェミニ賞においては、1998年には"Best Children's or Youth Program or Series" 部門で、2002年にはMy Two Bobsで"Best Sound - Comedy, Variety, or Performing Arts Program or Series"を、Daemon Risingで"Best Sound - Dramatic Program"をそれぞれ受賞した.
また、1996年にはオーロラ賞Award of Excellence とBest Animated Program from the Alliance for Children とテレビジョン部門を受賞した。